# São Cristóvão (Montemor-o-Novo)
São Cristóvão es una freguesia portuguesa del concelho de Montemor-o-Novo, con 145,33 km² de superficie y  habitantes (2001). Su densidad de población es de 5,2 hab/km².